# نادر میرزا
شاهزاده محمدنادر سلطان میرزا ( زاده ؟ - درگذشته ۱۲ آوریل ۱۸۰۳)، فرزند شاهرخ‌شاه افشار، نوه رضاقلی افشار و نتیجه نادرشاه افشار بود.

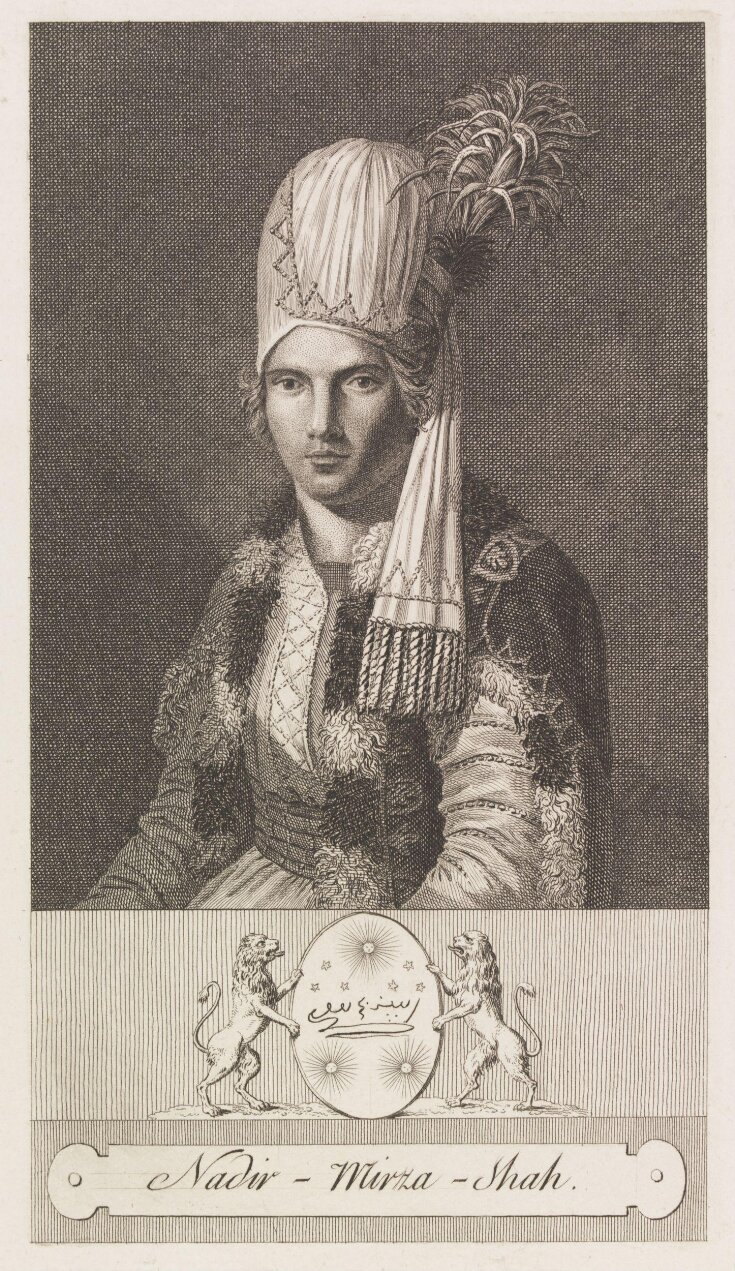
نگاره نادر میرزا

## زندگی
او در جریان دستگیری، شکنجه و مرگ پدرش در زمان آقامحمدخان قاجار، به افغانستان گریخت و تا زمانی که شاه قاجار زنده بود به ایران بازنگشت.
در اوایل سلطنت فتحعلی‌شاه، که اوضاع ایران آشفته بود، نادر میرزا به خراسان آمد و سپاهیانی گردآوری کرد و به انتقام خون پدر آماده پیکار شد. ضعف حکومت مرکزی به نادر میرزا فرصت داد تا با استقلال در خراسان حکومت کند. از آنجایی که وی سر سازگاری با حکومت قاجار را داشت، عباس میرزا برادر خود را به عنوان گروگان به تهران فرستاد، اما بزرگان خراسان مانع اتحاد بین قاجارها و نادر میرزا شدند.
فتحعلی‌شاه سپاهی به سرداری داماد خود به خراسان فرستاد. این سردار مشهد را در محاصره گرفت و کار را بر اهالی تنگ کرد. با وساطت سید محمدمهدی خراسانی، یکی از روحانیون بزرگ مشهد، سپاه شاه دست از محاصره برداشت و با شرطی که اهالی شهر نادر میرزا را دستگیر کنند، به دامغان عقب‌نشینی کرد. شرط دستگیری نادر میرزا توسط اهالی شهر عملی نشد و محاصره تجدید گردید. نادر میرزا تصمیم گرفت در برابر دشمن مقاومت کند. از این رو، به روایت گرانت واتسن، برای اینکه از عهده مخارج قشون و حراست شهر برآید، به صحن علی بن موسی الرضا رفت، ضریح را عقب زد و طلاهای گنبد را برداشت.
این اقدام موجب عصیان مردم متعصب و درگیری آنها با سربازان نادر میرزا شد. نادر میرزا، روز بعد از حمله به بارگاه امام، با خشونت وارد خانه سید محمدمهدی خراسانی ملقب به شهید رابع شد و او را که در حال نماز خواندن بود با تبرزین جنگی خود نقش بر زمین کرد. اعمال نادر میرزا باعث شد که مردم دروازه شهر را به روی سپاهیان شاه بگشایند.
نادر میرزا از راه آب عمومی فرار کرد اما در چهار فرسنگی مشهد دستگیرش کردند و با دست و پای زنجیر کشیده شده، نزد فتحعلی‌شاه به تهران فرستادند. شاه فرمان داد زبانش را از دهانش بکنند و دست‌های او را قطع و کورش کنند.